# Karinë
Karinë è una frazione del comune di Peqin in Albania (prefettura di Elbasan).
Fino alla riforma amministrativa del 2015 era comune autonomo, dopo la riforma è stato accorpato, insieme agli ex-comuni di Gjocaj, Pajovë, Përparim e Shezë a costituire la municipalità di Peqin.

## Località
Il comune era formato dall'insieme delle seguenti località:
- Karine
- Kazije
- Rozeje
- Proger
- Sinametaj
- Drangaj
- Garunje e Voge